# Godfrey Brown
Arthur Godfrey Kilner Brown (21. února 1915, Bankura – 4. února 1995 Coneyhurst) byl britský atlet, který se věnoval hladké čtvrtce a štafetovým běhům, mistr Evropy z roku 1936.

## Sportovní kariéra
S úspěchem startoval v bězích od 100 do 800 metrů. Na olympiádě v Berlíně v roce 1936 skončil druhý v běhu na 400 metrů. Jeho čas 46,7 znamenal nový evropský rekord. Zároveň byl finišujícím běžcem vítězné britské štafety na 4 × 400 metrů. Jejich čas 3:09,0 rovněž představoval nový evropský rekord. Kompletní medailovou sbírku vybojoval na evropském šampionátu v Paříži v roce 1938: zvítězil v běhu na 400 metrů, stříbrnou medaili vybojoval jako finišman britské štafety na 4 × 400 metrů a byl také členem štafety na 4 × 100 metrů, která skončila třetí.